# 格萊 (土耳其)

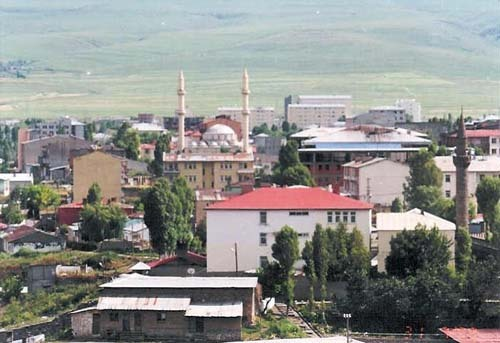
Göle

格萊是土耳其的城鎮，由阿爾達漢省負責管轄，位於該國東北部，距離首府阿爾達漢45公里，面積1,420平方公里，海拔高度2,030米，2011年人口7,833。